# Joan Halifax
Joan Jiko Halifax (30 luglio 1942) è un'attivista statunitense per l'ecologia e per i diritti civili, nonché autrice di numerosi libri sul buddismo e sulla spiritualità.

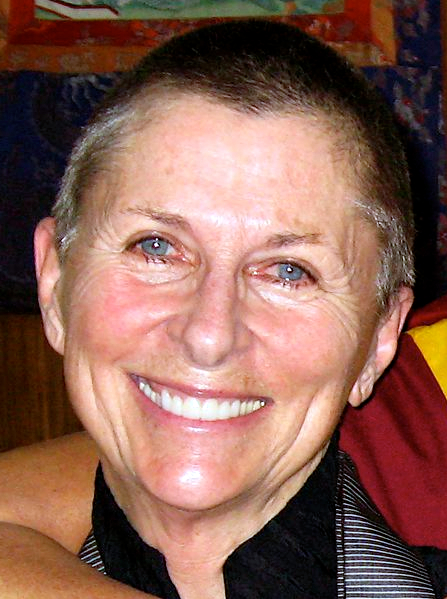
Joan Halifax nel 2007

Ricopre il ruolo di abate Buddista e insegnante guida dell'Istituto Upaya e Centro Zen a Santa Fe, New Mexico, nella comunità Zen Peacemaker da lei fondata nel 1990. Halifax-rōshi ha ricevuto la trasmissione del Dharma sia da Bernard Glassman che da Thich Nhat Hanh, in precedenza ha studiato con il maestro coreano Seung Sahn. Negli anni '70 ha collaborato ai progetti di ricerca sull'LSD con il suo ex marito Stanislav Grof. Inoltre, tra le altre collaborazioni, vi sono quelle con il saggista e storico delle religioni Joseph Campbell e l'etnomusicologo, antropologo e produttore discografico Alan Lomax. È fondatrice della Ojai Foundation in California, che ha diretto dal 1979 al 1989 e in quanto buddista socialmente impegnata, Halifax ha svolto un ampio lavoro con i malati gravi e i morenti attraverso il suo Progetto Being with Dying(Essere con la Morte). Halifax fa parte del consiglio di amministrazione del Mind and Life Institute, un'organizzazione senza scopo di lucro dedicata all'esplorazione del rapporto tra scienza e buddismo.

## Biografia

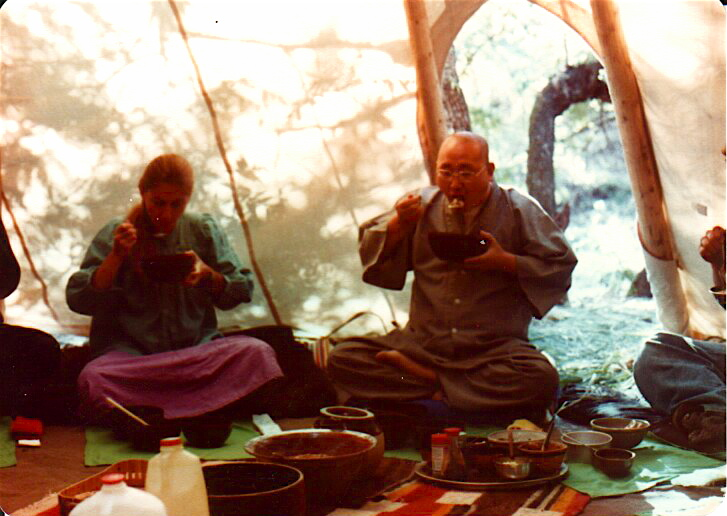
Joan Halifax con Seung Sahn Soen Sa Nim alla Fondazione Ojai nel 1979.

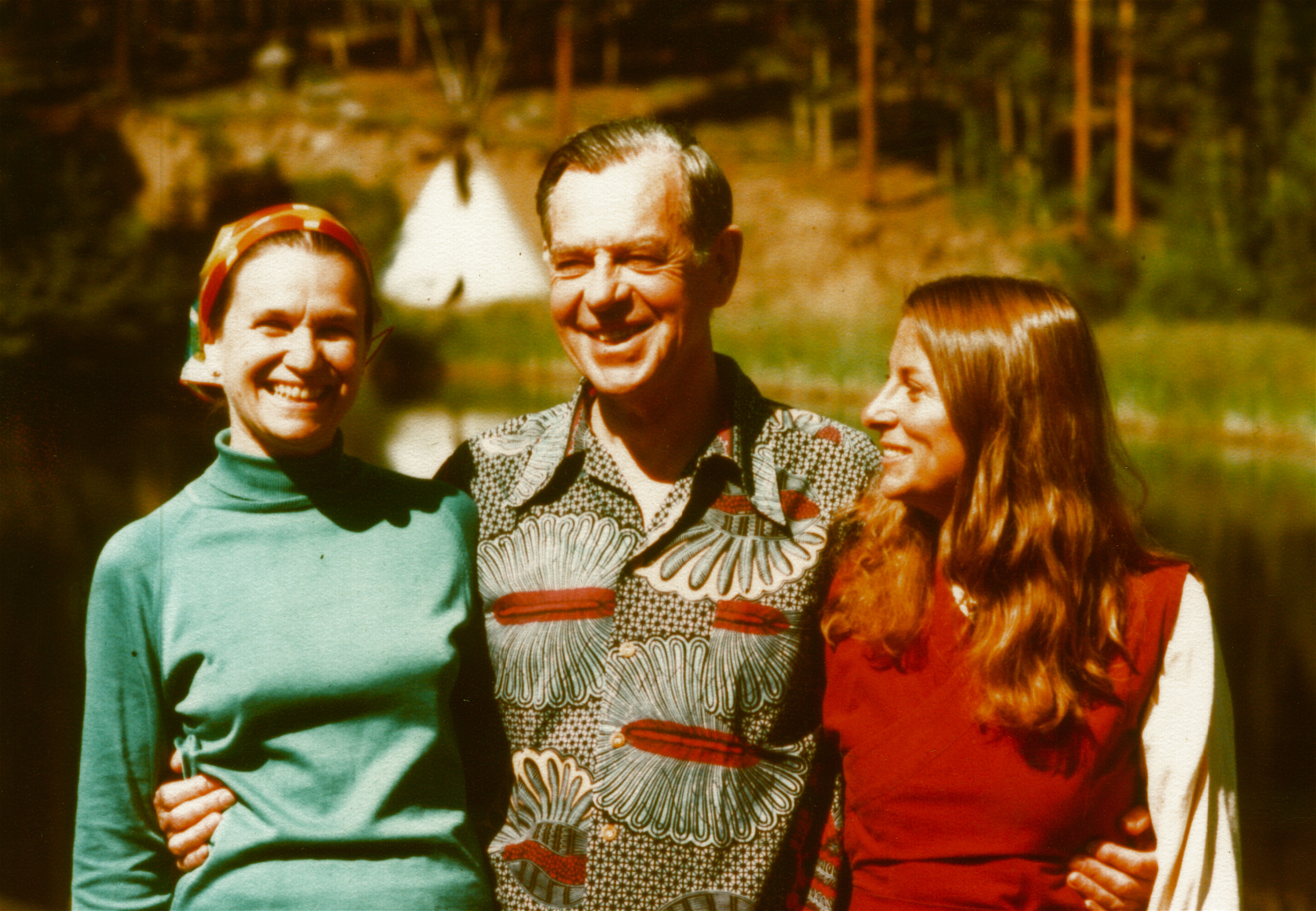
Da sinistra a destra: Jean Erdman, Joseph Campbell e Joan Halifax, al Feathered Pipe Ranch, Montana, fine anni '70

Joan Halifax è nata ad Hanover, New Hampshire, nel 1942. All'età di quattro anni un grave virus l'ha resa legalmente cieca, si è ripresa due anni dopo. Nel 1964 si laureò all'Harriet Sophie Newcomb College della Tulane University di New Orleans, in Louisiana, dove si interessò al movimento americano per i diritti civili e partecipò alle proteste contro la guerra.Dopo essersi trasferita a New York City Halifax iniziò a lavorare con Alan Lomax. Nel 1965 si avvicina al buddismo attraverso la lettura di alcuni libri e da autodidatta ha insegnato la pratica della meditazione. Ha lavorato presso il Bureau of Applied Social Research della Columbia University con Alan Lomax dal 1964 al 1968. Successivamente si reca a Parigi e lavora al Museo dell'Uomo nella Sezione Film Etnografico. Ha conseguito il dottorato di ricerca presso l'Union Institute & University di Cincinnati in antropologia medica e psicologia e ha lavorato presso la School of Medicine dell'Università di Miami . Si è interessata alla tribù indigena Dogon e per approfondire gli studi si traferì in Mali, i suoi studi l'hanno poi portata in Messico per studiare la popolazione nativo americana Huichol negli anni '70.
Nel 1972 Halifax si sposò con Stanislav Grof e hanno collaborato nelle ricerche sull'uso dell'LSD come strategia di supporto per coloro che stavano morendo, nel 1977 pubblicarono insieme il libro The Human Encounter With Death, Il libro tratta di diversi episodi di " rinascita " che sembrano essere simili ai resoconti di esperienze di pre-morte.
Nel 1979 Halifax ha fondato e guidato per dieci anni la Ojai Foundation, un centro educativo e interreligioso. Nel 1990 Halifax ha fondato Istituto Upaya e Centro Zen con sede a Santa Fe, nel New Mexico . Il centro offre formazione Zen, oltre a vari corsi e ritiri su argomenti come il buddismo impegnato e la cura dei morenti.
Joan Jiko Halifax è stata nominata illustre visiting scientist presso il John W. Kluge Center, Biblioteca del Congresso nel marzo 2011.

## Opere
- Halifax, Joan (2018). Standing at the edge: finding freedom where fear and courage meet New York: Flatiron Books, 2018.
- Halifax, Joan (2008). Being with Dying: Cultivating Compassion and Fearlessness in the Presence of Death Boston; Boulder: Shambhala, 200 ISBN 1590307186
- Halifax, Joan (1998). A Buddhist Life in America: Simplicity in the Complex. Paulist Press. ISBN 0-8091-3785-2. OCLC 37837453
- Joan Halifax, The Fruitful Darkness: Reconnecting With the Body of the Earth, HarperSanFrancisco, 1993, ISBN 0-06-250369-3.
- Joan Halifax, Shamanic Voices: A Survey of Visionary Narratives, Arkana, 1991, ISBN 0-14-019348-0, OCLC 27975715.
- Joan Halifax, Shaman, the Wounded Healer, Crossroad, 1982, ISBN 0-8245-0066-0, OCLC 8667806.
- Stanislav Grof e Halifax, Joan, The Human Encounter with Death, E.P. Dutton, 1977, ISBN 0-525-12975-8, OCLC 2633012.
- Joan Halifax, Trance in Native American Churches, 1968, OCLC 26412971.
- Ellison Banks Findly, Women's Buddhism, Buddhism's Women: Tradition, Revision, Renewal, Wisdom Publications, 2000, ISBN 0-86171-165-3, OCLC 42935817.
- James Ishmael Ford, Zen Master Who?: A Guide to the People and Stories of Zen, Wisdom Publications, 2006, ISBN 0-86171-509-8.
- Nicky Leach e Richard Mahler, Insider's Guide to Santa Fe, Globe Pequot, 2005, ISBN 0-7627-3690-9.
- Charles S. Prebish e Baumann, Martin, Westward Dharma: Buddhism Beyond Asia, University of California Press, 2002, ISBN 0-520-22625-9, OCLC 48871649.
- Susan Skog, Embracing Our Essence: Spiritual Conversations With Prominent Women, Health Communications, 1995, ISBN 1-55874-359-6.
- Carol Zaleski, Otherworld Journeys: Accounts of Near-Death Experience in Medieval and, Oxford University Press, 1987, ISBN 0-19-505665-5, OCLC 185504919.